# 日吉台古墳群
日吉台古墳群（ひよしだいこふんぐん）は、神奈川県横浜市港北区日吉周辺に所在する古墳時代の古墳群。日吉台遺跡群を構成する遺跡の1つ。隣接する川崎市の加瀬台古墳群と併せて「日吉・加瀬古墳群」と総称されることもある。

## 概要
当古墳群の主群が分布する日吉台は、多摩丘陵の一部として川崎市および横浜市北部に広がる下末吉台地の一角にあたり、下末吉台地が多摩川・矢上川、および鶴見川に挟まれて東西に伸びた部分の東端部にあたる。この台地のどこまでが「日吉台」なのかは明確でないが、慶應義塾大学は、地形的な観点から東横線日吉駅東側の同大キャンパス一帯が下末吉台地の下末吉面（標高35～40メートル）に相当するのに対し、日吉駅の西側は下層の武蔵野面（標高約25メートル）が露出し一段低くなり、より西方の下末吉面とは分断されていることから、同大キャンパス付近に島状に残った下末吉面の領域（南北1キロメートル、東西700メートル）を狭義の「日吉台」と見なしている。台地上は平坦な段丘面（下末吉面・武蔵野面）が広がるが、日吉キャンパス内の「蝮谷（まむしだに）」のような、鶴見川・矢上川の低地から入り込む谷戸が台地を無数に開析し、起伏に富んだ複雑な地形になっている。なお日吉台北側には「矢上谷戸」と呼ばれる東西に伸びる大きな谷戸が走って台地を南北に2分しており、分割された北側の細長い台地の末端部分は「矢上台」と呼ばれ、慶應義塾大学矢上キャンパス（理工学部・理工学研究科外部）となっている。この「日吉台」および「矢上台」、また矢上川を挟んで両台地の東にある「加瀬台」（川崎市北加瀬・南加瀬）には、太古からの遺跡が数多く分布しており、慶應義塾大学等を主体として考古学的調査（踏査・発掘調査）が行われてきた。このうち狭義の日吉台の範囲に分布する諸遺跡が「日吉台遺跡群」と呼ばれているが、この日吉台遺跡群域と、北に隣接する「矢上台」等に分布する矢上川右岸域の古墳群が「日吉台古墳群」と呼ばれている。

## 日吉台古墳群の古墳

### 日吉台の古墳
- 日吉台1号墳（矢上一本松古墳）:最大直径13メートル、高さ1.9メートルの円墳。当地が慶應義塾のキャンパスとして本格的に造成され始めたことに伴い1930年（昭和5年）6月3日に実施された遺跡分布確認の踏査で、柴田常恵・橋本増吉らにより発見された[10][11][12]。翌1931年（昭和6年）5月31日に発掘調査されたが、土器の出土があったものの、埋葬施設や副葬品は検出されなかった[10]。

- 日吉台2号墳:1931年（昭和6年）5月の踏査で発見された[10]。墳丘はキャンパス内に現存[13]。2010年（平成22年）の踏査以外は未調査だが、1929年（昭和4年）の測量図から、全長50メートルほどの前方後円墳である可能性が指摘されている[14][15][16]。

- 日吉台3号墳:最大直径15.4メートル、高さ2.6メートルの円墳。1931年（昭和6年）5月の踏査で発見され、同年6月7日に発掘調査された[10]。粘土を張った埋葬施設から直刀1振が検出された[10]。

- 日吉台4号墳:最大直径13間半（約24.5メートル）、高さ2間半（約4.5メートル）の円墳。別名・トウカンヅカ（稲荷塚の転訛とされる[17]）。1931年（昭和6年）5月の踏査で発見され、1932年（昭和7年）5月1日に発掘調査されたが、多量の土器片以外に、埋葬施設や副葬品は検出されなかった[17]。

- 日吉台5号墳:最大直径8間（約14.5メートル）、高さ1間3尺（約2.7メートル）の円墳。1931年（昭和6年）5月の踏査で発見され、1932年（昭和7年）5月2日に発掘調査されたが、多量の土器片以外に、埋葬施設や副葬品は検出されなかった[17]。墳丘はキャンパス内に現存[18]。

- 未命名古墳1:古墳時代後期の円墳。1986年（昭和61年）～1987年（昭和62年）に慶應日吉キャンパス外のマンション建設に伴う諏訪下北遺跡（港北区No.54遺跡）発掘調査で発見された[14]

- 未命名古墳2:推定直径約10メートルの時期不明の円墳。2007年（平成19年）に慶應アメリカンフットボールグラウンドの工事の際、3号墳跡（推定地）の北側で周溝のみ発見された[19]。

### 日吉台周辺の古墳
- 浅間山古墳:日吉台の東側に隣接する浅間山と呼ばれる小台地上にあった古墳。1960年（昭和35年）に墳丘の削平に際して慶應義塾大学教授の清水潤三が調査し、円筒埴輪を発見した。規模等の情報はないまま消滅したが、清水により古墳時代後期の円墳だったと推定されている[18]。

- 日吉矢上古墳:矢上谷戸を挟んで日吉台の北西の台地に所在した径約24メートルの円墳。1936年（昭和11年）の調査で銅鏡2面や鉄剣などが出土した[20][21]。出土遺物は国の重要文化財[2]。

- 観音松古墳:日吉台北側の矢上台東端に存在した古墳時代前期の前方後円墳。1938年（昭和13年）に破壊される際に清水潤三らが調査し、埋葬施設から銅鏡・玉類・銅鏃等が出土した。慶應義塾大学の資料から、墳丘全長約100メートルと推定され[22][23]、現存していれば神奈川県内最大級の前方後円墳だった[24]。

## 加瀬台の古墳
加瀬台は矢上川の左岸にある標高30メートルの台地で、上部に加瀬台古墳群が分布している。行政上では川崎市幸区に属するが、日吉台・矢上台に隣接しており、日吉台古墳群と共に「日吉・加瀬古墳群」と総称されることがある。
- 加瀬台古墳群（1号墳-9号墳）:夢見ヶ崎古墳群ともいう。台地の上部に7基が現存する[26]。

- 白山古墳:加瀬台古墳群の1つ。墳丘全長87メートルの川崎市最大級の前方後円墳。1937年（昭和12年）に発掘調査され、玉類や鉄器、三角縁神獣鏡などが出土した。調査後に消滅した[26]。

- 第六天古墳:加瀬台古墳群の1つ。白山古墳西隣に築造された直径約19メートルの古墳時代後期の円墳。1937年（昭和12年）に破壊される際に慶應義塾大学三田史学会が発掘調査を行い[27]、泥岩切石積みの横穴式石室に置かれた箱式石棺から玉類や金銅製の鈴などとともに11体分の人骨が検出された[26]。横穴式石室は、調査後に慶應日吉キャンパス内に移設・展示されたが、太平洋戦争中に大きく損傷し、石室基底部の石材しか残らなくなったとされる[28]。また1970年代に高校グラウンドの拡張工事にあたって再移設されたが、その際に記録がまったく残されず、かつあまり時を経ずに石材が埋められてしまったため、しばらく大学内において行方不明となっていた。2012年（平成24年）に慶應義塾大学文学部教授の安藤広道が、テニスコート脇の日吉台地下壕構造物（耐弾式竪坑）を調査していた際、近くに泥岩の露出を発見し、第六天古墳石室と見て翌年3月に調査を行い、再移設地点を発見した[27][28]。